# グレイテスト・ヒッツ (スレイドのアルバム)
『グレイテスト・ヒッツ』（原題 : Feel the Noize - Greatest Hits）は、イギリスのロックバンド、スレイドのベスト・アルバム。イギリスで1997年1月13日にポリドール・レコードより発売され、日本でも同年4月25日に発売された。

## 概要
前作より約10か月ぶりのリリース。
本作には、1971年に発売の『ゲット・ダウン』から1991年に発売の『ラジオ・ウォール・オブ・サウンド』までのシングルから、ヒットを記録したシングルA面21曲が収録されている。収録曲は、「メリー・クリスマス・エヴリバディ」を除きすべて発売順となっている。
全英アルバムチャートでは1週目に最高位19位を獲得し、6週連続でのチャートインを果たした。

## 収録曲
| #         | タイトル                                                               | 作詞・作曲                                              | 時間  |
| --------- | ---------------------------------------------------------------------- | ------------------------------------------------------- | ----- |
| 1.        | 「ゲット・ダウン」(Get Down And Get With It)                           | ボビー・マーシャン                                      | 3:50  |
| 2.        | 「だから君が好き」(Coz I Luv You)                                      | ノディ・ホルダー ジム・リー （ 英語版 ）                | 3:24  |
| 3.        | 「恋の赤信号」(Look Wot You Dun)                                       | ノディ・ホルダー ジム・リー ドン・パウエル （ 英語版 ） | 2:54  |
| 4.        | 「恋のバック・ホーム」(Take Me Bak 'Ome)                               | ノディ・ホルダー ジム・リー                             | 3:13  |
| 5.        | 「クレイジー・ママ」(Mama Weer All Crazee Now)                         | ノディ・ホルダー ジム・リー                             | 3:44  |
| 6.        | 「グッバイ・ジェーン」(Gudbuy T'jane)                                  | ノディ・ホルダー ジム・リー                             | 3:31  |
| 7.        | 「カモン!!」(Cum On Feel The Noize)                                    | ノディ・ホルダー ジム・リー                             | 4:31  |
| 8.        | 「スクゥイーズ・ミー、プリーズ・ミー」(Skweeze Me, Pleeze Me)          | ノディ・ホルダー ジム・リー                             | 4:29  |
| 9.        | 「マイ・フレンド・スタン」(My Friend Stan)                             | ノディ・ホルダー ジム・リー                             | 2:41  |
| 10.       | 「エヴリデイ」(Everyday)                                               | ノディ・ホルダー ジム・リー                             | 3:10  |
| 11.       | 「バンギング・マン」(The Bangin' Man)                                  | ノディ・ホルダー ジム・リー                             | 4:10  |
| 12.       | 「ファー・アウェイ」(Far Far Away)                                     | ノディ・ホルダー ジム・リー                             | 3:36  |
| 13.       | 「ハウ・ダズ・イット・フィール」(How Does It Feel?)                    | ノディ・ホルダー ジム・リー                             | 5:54  |
| 14.       | 「イン・フォー・ア・ペニー」(In For A Penny)                           | ノディ・ホルダー ジム・リー                             | 3:35  |
| 15.       | 「ウィール・ブリング・ザ・ハウス・ダウン」(We'll Bring The House Down) | ノディ・ホルダー ジム・リー                             | 3:33  |
| 16.       | 「ロック・アップ・ユア・ドーターズ」(Lock Up Your Daughters)           | ノディ・ホルダー ジム・リー                             | 3:33  |
| 17.       | 「マイ・オー・マイ」(My Oh MY)                                         | ノディ・ホルダー ジム・リー                             | 4:12  |
| 18.       | 「ラン・ランナウェイ」(Run Runaway)                                    | ノディ・ホルダー ジム・リー                             | 3:44  |
| 19.       | 「オール・ジョイン・ハンズ」(All Join Hands)                           | ノディ・ホルダー ジム・リー                             | 4:16  |
| 20.       | 「ラジオ・ウォール・オブ・サウンド」(Radio Wall Of Sound)              | ジム・リー                                              | 3:47  |
| 21.       | 「メリー・クリスマス・エヴリバディ」(Merry Xmas Everybody)             | ノディ・ホルダー ジム・リー                             | 3:26  |
| 合計時間: | 合計時間:                                                              | 合計時間:                                               | 79:13 |

## クレジット
スレイド
- ノディ・ホルダー - リード・ボーカル、リズムギター、音楽プロデューサー（＃15,16）
- デイヴ・ヒル - リードギター、バッキング・ボーカル、音楽プロデューサー（＃15,16）
- ジム・リー - ベース、ピアノ、ヴァイオリン、キーボード、バッキング・ボーカル、音楽プロデューサー（＃15,16,20）
- ドン・パウエル - ドラム、音楽プロデューサー（＃15,16）

スタッフ
- チャス・チャンドラー - 音楽プロデューサー（＃1-14,21）
- ジョン・パンター  - 音楽プロデューサー（＃17-19）

## チャート成績
| 年   | チャート              | 最高位 |
| ---- | --------------------- | ------ |
| 1997 | UK アルバムズ (OCC)   | 19     |
| 1999 | イギリス (OCC)        | 158    |
| 2000 | イギリス (OCC)        | 115    |
| 2001 | イギリス (OCC)        | 180    |
| 2002 | ノルウェー (VG-lista) | 10     |
| 2005 | イギリス (OCC)        | 192    |